# Katia Ricciarelli
Katia Ricciarelli (ur. 16 stycznia 1946 w Rovigo) – włoska śpiewaczka operowa, sopranistka, aktorka filmowa.

## Życiorys
Urodziła się w ubogiej rodzinie i w młodości musiała z trudem zdobywać wykształcenie muzyczne. Kształciła się w konserwatorium Benedict Marcello w Wenecji, zwyciężyła w kilku konkursach wokalnych w 1968 i zadebiutowała jako Mimì w przedstawieniu Cyganeria w Mantui w 1969, po czym w 1970 pojawiła się w przedstawieniu Trubadura w Parmie. Następnego roku zdobyła organizowaną przez RAI nagrodę Voci Verdiane. W latach 1972–1975 otrzymywała angaże na występy najważniejszych europejskich i amerykańskich scen operowych, między innymi Lyric Opera of Chicago (1972), La Scala (1973); Royal Opera House, Covent Garden (1974) i Metropolitan Opera w 1975. W 1981 rozpoczęła trwającą 10 lat współpracę z Rossini Opera Festival w Pesaro, w ten sposób poszerzając swój repertuar o opery Rossiniego.
Oprócz występów na scenie operowej zagrała także rolę Desdemony u boku Plácido Domingo w filmie Otello (1986) Franco Zeffirellego, który był adaptacją opery Verdiego. Zdobyła nagrodę włoskich krytyków filmowych Nastro d’argento dla najlepszej aktorki za rolę w filmie Druga noc poślubna (2005) Pupiego Avati.
W 1991 założyła Accademia Lirica di Katia Ricciarelli i od 2003 jest dyrektorem artystycznym corocznego, odbywającego się latem, festiwalu Macerata Opera. W 2006 wzięła udział w reality show La fattoria (będący włoską wersją The Farm) w stacji telewizyjnej Canale 5.
W 1986, w swoje 40. urodziny poślubiła Pippo Baudo włoską osobowość telewizyjną, latem 2004 złożyła pozew o rozwód.
W skład nagrań płytowych dokonanych przez Katię Ricciarelli wchodzą: Aida (rola tytułowa w gwiazdorskiej obsadzie Teatro alla Scala): Ruggero Raimondi, Leo Nucci, Plácido Domingo, Nikołaj Gjaurow, Jelena Obrazcowa, dyrygent Claudio Abbado, Mediolan, 1981), Bal maskowy (z Plácido Domingo w 1975), Cyganeria (1979), Carmen (1982), Don Carlos (z Domingo, 1983-1984), Napój miłosny (1984), Falstaff (1982), Luisa Miller (1979), Otello (1986), Simon Boccanegra (1973) i Trubadur (z José Carrerasem i Stefanią Toczyską, 1980). Sopranistka nagrała także partię Liù (1983) i rolę tytułową opery Turandot (z udziałem Herberta von Karajana, 1981).